# Иво Сенковић и ага од Рибника
Иво Сенковић и ага од Рибника је српска народна епска песма ускочког циклуса. У песми млади Иво Сенковић на мегдану спасава углед и част ускочке породице. Главни носиоци радње су: стари Ђурађ Сенковић, његов син, још дете, Иво Сенковић, ага од Рибника који оличава туђинску власт.

## Радња
Ага од Рибника, искусни ратник и мегданџија, позива остарелог Ђурђа Сенковића на мегдан, постављајући му понижавајуће услове: ако не изађе на мегдан, да му „преде гаће и кошуље“, што је у природи посла женска работа.
Немоћан да крене у борбу, и одбрани част, а суочен са понижењем, Ђурађ Сенковић плаче. Шеснаестогодишњи син, Иво Сенковић, хоће да замени оца на мегдану, иако није вешт, нити зна за искушења на мегдану. Љубав према оцу и одсуство страха два су разлога што се одлучио на ову авантуру.
Стари Ђурађ га суочава са опасностима које га тамо очекују. Хтео би да га отрезни од младалачког заноса; да га поколеба. Дочарава му слику страшног изгледа аге од Рибника:
- рухо му је застрашујуће
- огрнут је рисовином и самуровином
- прек коња је међедовина
- копље је кожом од вука опточено

Све је претеће, застрашујуће, од чега се може препасти. За Ива то су, ипак, само кожетине, мртве ствари.
Ђурађ осећа страх јер је Иво премлад, неискусан, неразуман (непромишљен); брзо се занесе, у заносу заборави, што може бити кобно.
Видећи да га не може зауставити, помирен са његовом намером да се бори, стари Ђурађ му даје савете како да поступа са коњем, како да се односи према аги од Рибника:
| „ | Оштро гледај, а оштро беседи, оштро агу на мејдан изазивај!... | ” |

### Сусрет Иве и аге од Рибника
Сусретом између младог Ива и аге од Рибника започиње заплет. Турчин се не плаши младог мегданџије. Он би хтео да га приволи на миран сусрет, да га зароби и за њега тражи откуп. Међутим, у тој намери не успева. Пркосни Иво одбија позив на мир, на предају. Иако је још млад, за њега је то понижавајуће. Понос је изнад свега. У овом изазивању он се понаша као стари мегданџија, у чему следи савет оца:
| „ | ... нисам дошо да се предајем, већ сам дошо да се огледамо и јуначки мејдан поделимо; већ на мејдан, ако жена ниси, јер ми није дуго за стајање! | ” |

### Реакција аге од Рибника
Овакав приступ дечака изненадио га је, затим наљутио („цикну ага кано змија љута“). У њему је изазвао бес. На коњу, са оружјем у руци, он се понаша самоуверено, осећа се моћним („па повикну као змај огњени“). Осећајући надмоћ, он даје предност младом Иву, али га овај одбија. Од смрти га спасава коњ који познаје стратегију непријатеља („клече дорат у зелену траву,/ Иву коље високо надмаши“).